# Can Pont Pla
Can Pont Pla és una masia del poble de Bigues, en el terme municipal de Bigues i Riells, a la comarca catalana del Vallès Oriental. És una construcció del segle XX al sector nord-oest del terme municipal, prop del límit amb Sant Feliu de Codines, al sud-est de la urbanització dels Saulons d'en Déu. És a l'esquerra del Xaragall de Can Duran, a prop i a llevant de Can Duran. Està inclosa en el Catàleg de masies i cases rurals de Bigues i Riells.